# Emma Verona Johnston
Emma Verona Johnston, z domu Calhoun (ur. 6 sierpnia 1890 w stanie Iowa, zm. 1 grudnia 2004) – Amerykanka, znana z długowieczności. W chwili śmierci była jedną z najstarszych osób na świecie.

## Życiorys
Studiowała na Uniwersytecie Drake w Des Moines (Iowa), który ukończyła w 1912. Wyszła za mąż za lekarza, żołnierza I wojny światowej Harry'ego Johnstona (zmarłego w 1970), urodziła czworo dzieci (wszystkie żyły w 2004 i miały od 83 do 71 lat). Pracowała jako nauczycielka łaciny w szkołach średnich w stanie Iowa. W wieku 98 lat zamieszkała z jedną córek i zięciem w Worthington (Ohio). Uczestniczyła we wszystkich wyborach powszechnych w USA od chwili przyznania praw wyborczych kobietom w 1920 aż do wyborów prezydenckich w 2004.
Od czerwca 2004 była uznawana za najstarszą osobę w USA (po śmierci Charlotte Benkner, która również mieszkała w stanie Ohio). Również od czerwca 2004 była drugą najstarszą osobą na świecie, za Holenderką Hendrikje van Andel-Schipper. Zmarła w grudniu 2004 w wieku 114 lat.
Rekordy te mogą faktycznie nie odpowiadać rzeczywistości - wspomniane wyżej osoby są natomiast najstarszymi, które mają udokumentowaną i zweryfikowaną datę urodzenia.